# سیاکا کلبچوا
سیاکا کلبچوا (بلغاری: Сийка Келбечева؛ زادهٔ ۱ دسامبر ۱۹۵۱) قایقران روئینگ اهل بلغارستان است.